# Acontiinae
Acontiinae — подсемейство чешуекрылых семейства совок.

## Описание
На задних крыльях тонкая (иногда очень слабо выраженная) жилка M2  отходит вблизи от M1; голени ног без шипов. Большей частью это мелкие мотыльки, реже средних размеров, к примеру роды Sinocharis и Amyna. Окраска часто пёстрая, у некоторых видов рисунок на задних крыльях довольно развит, у большинства видов задние крылья более или менее одноцветные. У представителей родов Pseudeustrotia, Anterastria и Sinocharis андрокониальный аппарат из кистей при основании брюшка выражен; в роде Emmelia вальва с короной из двух или трёх рядов редких шипов.

## Систематика
- Emmelia Hübner, 1821
- Tarachidia Hampson, 1898
- Fruva Grote, 1877
- Conochares Smith, 1905
- Therasea Grote, 1895
- Ponometia Herrich-Schäffer, 1868
- Hemispragueia Barnes & Benjamin, 1923
- Spragueia Grote, 1875
- Acontia Ochsenheimer, 1816
- Eusceptis Hübner, 1823
- Phyllophila Guenée in Boisduval & Guenée, 1852
- Alvaradoia Agenjo, 1984